# Xavier Durringer

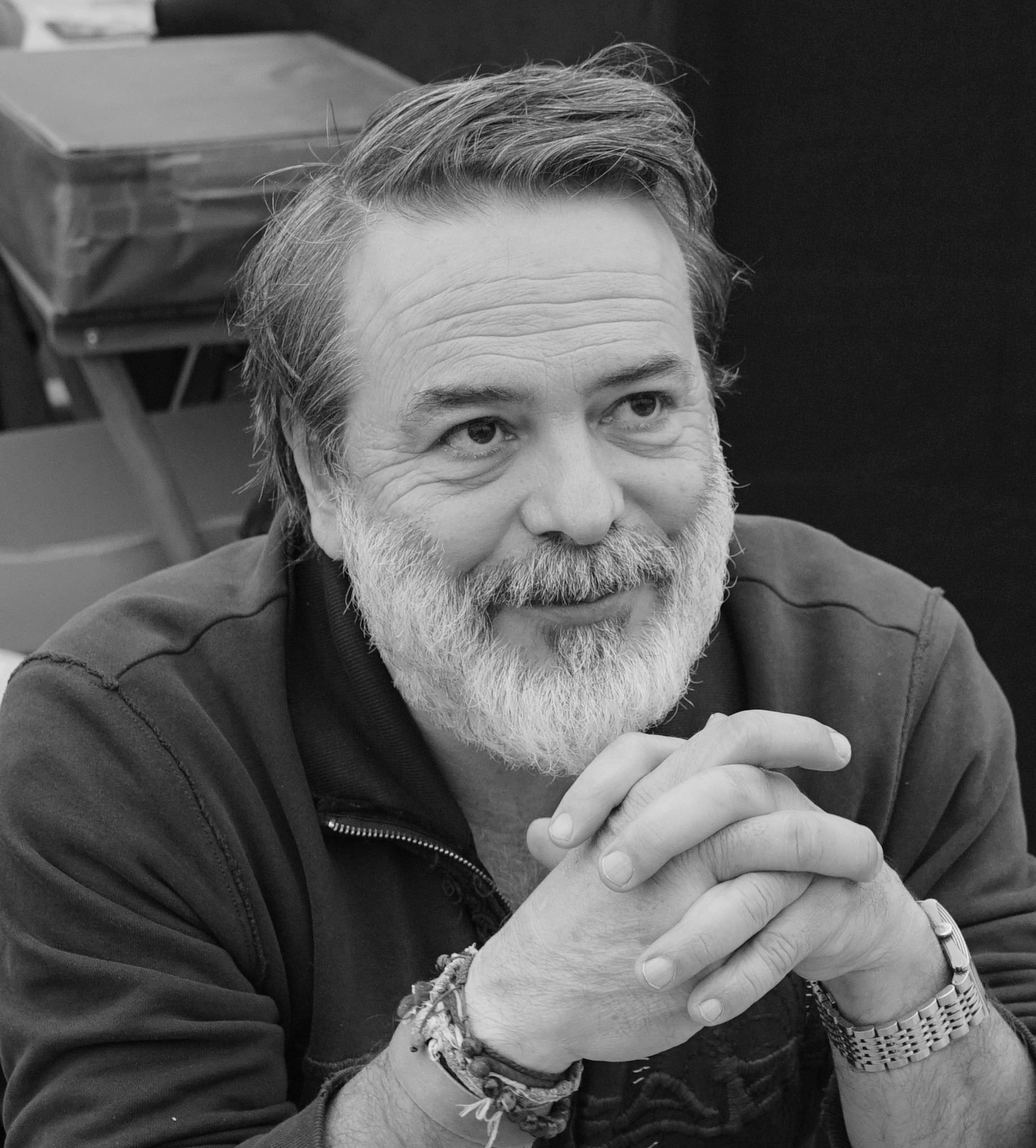
Xavier Durringer, 2017

Xavier Durringer (* 1. Dezember 1963 in Paris) ist ein französischer Dramatiker, Drehbuchautor und Filmregisseur.

## Leben
Xavier Durringer begann seine Karriere in Cergy-Pontoise etwa 30 Kilometer nordwestlich von Paris. Sehr häufig werden dort am Théâtre 95 seine oft sehr privaten Stücke gezeigt. Seine ersten Stücke (Bal-Trap, Eine Mordswut im Hals, La Quille) spielen mit einer grellen Sprache in einer chaotisch-verliebten Wirklichkeit. Seit 1988 leitet er die freie Theatergruppe La Lézarde (dt.: „Der Riss“) für die er schreibt und inszeniert. Mit dem Theaterstück Wellenreiter (Surfeurs) eroberte Durringer 1998 das Festival von Avignon. Seitdem werden seine Stücke auf allen großen Bühnen in ganz Europa aufgeführt. Mit seinen bekanntesten Stücken wie Ganze Tage, ganze Nächte, Schnitt ins Fleisch, Bal-Trap und Die Gelobte gilt er heute als einer der bekanntesten und erfolgreichsten zeitgenössischen Theaterautoren Frankreichs.
Durringers Stücke zeigen unmissverständlich aktuelle politische und gesellschaftliche Konflikte seiner Heimat. Besonders beschäftigt er sich mit den Menschen in den Trabantenstädten, die sich im Leben nicht mehr zurechtfinden und dem Gewaltpotenzial in den Pariser Vororten, welches nicht zuletzt Ende 2005 international die Medien bewegte. Die Spielsprachen der französischen Jugend, Argot und Verlan, sind ein essenzieller Bestandteil seiner Werke. Durringer sucht immer auch die örtliche Nähe zu seinen Themen, so führt er seine Stücke oft in verlassenen Fabrikgeländen der Banlieues von Paris auf. Ein Beispiel sei auch die deutschsprachige Erstaufführung von Ganze Tage, ganze Nächte welche nicht etwa in einem Theater gespielt wurde, sondern auf dem Bahnhof von Erlangen.
1993 realisierte Durringer seinen ersten Kinofilm La nage indienne mit Karin Viard in Hauptrolle, die dafür für einen César als Beste Nachwuchsschauspielerin nominiert wurde. Nach J’irai au paradis car l’enfer est ici (1997), der beim Festival AFI Los Angeles gezeigt wurde und offizielle Auswahl bei den Festivals in San Sebastian, Namur, London, Montreal, Court-Mayeur und Acapulco war, realisierte Durringer die beiden Fernsehfilme Les vilains (1999), der beim 1. Festival de la fiction des Saint-Tropez ausgezeichnet wurde, und die ARTE-France-Koproduktion Flucht durch den Dschungel (2002). Zuletzt war Chok Dee – Kämpfe um deinen Traum (2005) in den französischen Kinos zu sehen, während der Fernsehfilm Schenke in Thailand keine Blumen (Lady Bar) (2006) ein großer Erfolg wurde, so dass Durringer 2008 die Fortsetzung Der Affe gibt dem Buddha Honig (Lady Bar 2) fertigstellte.

## Werke

### Theaterstücke
- 1994: Bal – Trap
- 1994: Eine Mordswut im Hals (Une envie de tuer sur le bout de la langue)
- 1996: Ganze Tage, ganze Nächte (Chronique des jours entiers, des nuits entières)
- 1997: Schnitt ins Fleisch (Une petite entaille)
- 1998: Confession
- 1998: Wellenreiter (Surfeurs)
- 1999: 22.34
- 1999: La quille
- 2000: Fidélité
- 2000: Nacht über Kopf (La nuit à l’envers)
- 2000: Ex voto
- 2001: Die Gelobte (La Promise)
- 2001: Ganze Tage, ganze Nächte 2 (Chronique des jours entiers, des nuits entières 2)
- 2002: Chroniques 2 – Quoi dire de plus du coq?
- 2005: Über Männer (Histoires d’hommes)
- 2005: Die Ausgegrenzten (Les Déplacés)
- 2012: Acting (Acting)

### Filmografie
- 1993: La nage indienne
- 1995: Panier de crabes et lagoustines
- 1996: Le flic (Kurzfilm)
- 1997: J’irai au paradis car l’enfer est ici
- 1998: Audit (Videoclip)
- 1998: Debout (Videoclip)
- 1999: Les Vilains (TV-Film)
- 2000: Petits Riens
- 2001: Pas d’histoires! 12 regards sur le racisme au quotidien
- 2002: Les Oreilles sur le dos
- 2004: Chok Dee – Kämpfe um deinen Traum (Chok Dee)
- 2005: Up to you
- 2006: Schenke in Thailand keine Blumen (Lady bar)
- 2008: Der Affe gibt Buddha Honig (Lady Bar 2)
- 2011: La Conquête[1]
- 2019: Paradise Beach
- 2022: L’homme parfait